# トヨタ・タンク
タンク（TANK）は、トヨタ自動車が販売していたトールワゴン型のコンパクトカー（小型乗用車）である。

## 概要
LivingとDrivingを掛け合わせた「1LD-CAR（ワン・エル・ディー・カー）」がコンセプト。
機能子会社であるダイハツ工業が開発した「トール」のOEMモデルであった。トヨタ店とカローラ店向けにはデザイン違いの姉妹車「ルーミー」として同時に発表・発売された。また、トヨタだけでなくSUBARU（旧・富士重工業）へもOEM供給されており、同社では日本市場ではおよそ22年ぶりのブランド復活となる「ジャスティ」として発表された。

### 機構・メカニズム
エンジンはOEM供給元であるトールと同じく、自然吸気仕様の1KR-FE型とターボ仕様の1KR-VET型の2種類が用意される。
安全性能については、SRSサイドエアバッグ（運転席/助手席）とSRSカーテンシールドエアバッグ（前後席）をオプション設定したほか、衝突回避システム「Toyota Safety Sense C」を採用した。(ただしダイハツからのOEM故、取扱説明書等の表記はスマートアシストIIとなる)

### デザイン
フロントフェイスは切れ長デザインのヘッドランプと大開口アンダーグリルで構成されている。カスタムではフロントスポイラーが追加され、アンダーグリルは塗装+メッキとし、グリル上部をメッシュデザインに、フロントアッパーグリルを専用デザインにそれぞれ変更している。リアの車名エンブレムはOEM供給元のトールや兄弟車のジャスティの右下に対し、左下に装着されている。なお、標準車はOEM供給元であるトールと、カスタムは兄弟車であるジャスティ カスタムと、標準車のリヤランプ（テール＆ストップランプ）色を除き共通デザインとなっている。
ボディカラーは発売時点ではトールと同一のラインナップで、新規色の「インペリアルゴールドクリスタルメタリック（メーカーオプション）」、「レーザーブルークリスタルシャイン」2色を含む9色を設定した。加えて、カスタムには2トーン色5色も設定していた。2018年11月の改良以降は『4兄弟』の中で「インペリアルゴールドクリスタルメタリック」が唯一設定される代わりに「ブリリアントカッパークリスタルマイカ」が唯一設定されない車種となる。

### 年表
- 2016年11月9日 - 発売[1]。CMキャラクターはバカリズムと菜々緒。
  - グレード体系は、UVカット機能付ガラス（フロントドア・フロントクォーター）、ウレタン3本スポークステアリングホイール（メッキオーナメント加飾付）、単眼メーター、LCDマルチインフォメーションディスプレイ、材着センタークラスターパネル、マニュアル（ダイヤル式）エアコンなどを装備した普及仕様「X」、ドアミラーターンランプ、ピラーブラックアウト、ステアリングスイッチ（TFTカラーマルチインフォメーションディスプレイ操作）、クルーズコントロール、リアスピーカーなどを装備し、フロントドア・フロントクォーターガラスをスーパーUV&IRカット機能付に[注釈 1]、メーターをタコメーター付自発光式2眼に、マルチインフォメーションディスプレイをTFTカラーに、エアコンをオート（プッシュ式）に、パワースライドドア（ワンタッチオープン機能・予約ロック機能付）を両側にそれぞれグレードアップした上級仕様「G」及びターボ車の「G-T」、フロントチンスポイラー、LEDヘッドランプ（オートレベリング機能・LEDクリアランスランプ付）、LEDフォグランプ（LEDイルミネーションランプ付）、シートバックポケット（助手席）、フロントツイーター、アルミホイールなどを装備し、カラードバンパー（フロント）とメッキフロントグリルを専用デザインに変更し、ステアリングホイールを本革3本スポーク（メッキオーナメント・シルバー加飾付）にグレードアップしたエアロ仕様「カスタムG」及びターボ車の「カスタムG-T」の5グレードが設定される。
  - NA車の「X」・「G」・「カスタムG」は衝突回避支援システム「スマートアシストII」の有無を選択可能。「X"S"」・「G"S"」・「カスタムG"S"」は「スマートアシストII」を搭載するグレードである。また、ターボ車の「G-T」と「カスタムG-T」は「スマートアシストII」が標準装備される。
- 2017年12月20日 - 「ウェルキャブ 助手席リフトアップシート車」を設定[2]。（2018年3月1日発売）
  - ラインアップは「Aタイプ」と「Bタイプ」があり、「Bタイプ」には電動スライド式の車いす収納装置が標準装備される。ベース車両は「X"S"」と「G"S"」の2タイプを設定。また、衝突回避支援システム「スマートアシストII」を標準装備している。
- 2018年11月1日 - 一部改良。同時に特別仕様車「G"Cozy Edition"」を発売[3]。
  - 既採用の「スマートアシストII」において、衝突回避支援ブレーキ機能の歩行者検知への対応、オートハイビームの追加などを行い「Toyota Safety Sense C」から「C」が省略され、「Toyota Safety Sense」に強化すると共に、「Toyota Safety Sense」搭載車にはコーナーセンサー（フロント・リア共に4個、接近お知らせ付）が標準装備された[注釈 2]。
  - ボディカラーは、モノトーンは「フレッシュグリーンメタリック」と入れ替えで「ファイアークォーツレッドメタリック」が、カスタム専用の2トーンカラーは「ブライトシルバーメタリック×フレッシュグリーンメタリック」、「ブライトシルバーメタリック×ファインブルーマイカメタリック」と入れ替えで「ブラックマイカメタリック×ファイアークォーツレッドメタリック」、「ブラックマイカメタリック×パールホワイトIII」がそれぞれ設定された。
  - グレード体系が一部変更され、「G」、「カスタムG」は従来の「G"S"」、「カスタムG"S"」を吸収統合し、「スマートアシストIII」が標準装備された。「ウェルキャブ 助手席リフトアップシート車」もベース車に準じた改良が施され、従来の「G"S"」は「G」に変更した。
  - 本改良と同時に追加された特別仕様車「G"Cozy Edition"」は、「G」をベースに、シート表皮を撥水機能付の専用ファブリックに変更するとともに、「コンフォートパッケージ（運転席・助手席シートヒーター、シートバックテーブル(買い物フック・ドリンクホルダー2個付、運転席・助手席)）」と「ナビレディパッケージ（バックカメラ、ステアリングスイッチ(オーディオ操作)）」を特別装備、さらに、メッキのバックドアガーニッシュ・フロントインサイドドアハンドル・レジスターノブを採用したほか、室内にはピアノブラック塗装やシルバー加飾が施された。ボディカラーは6色が設定される。
- 2020年5月1日 - 東京都を除く全ての地域での全車種併売化に伴い、トヨタ店とトヨタ西東京カローラを除くカローラ店での販売を開始。姉妹車のルーミーも一緒に併売される。
- 2020年9月14日 - 姉妹車ルーミーのマイナーチェンジに伴い販売終了。実質的にルーミーの「X」「G」「G-T」に統合された形となる[4]。

## 2020年4月までの取り扱い店
- トヨペット店
- ネッツ店
  - なお、東京都においては2019年4月に販売チャネル制度を廃止したことにより、都内すべてのトヨタ車両販売店（トヨタモビリティ東京、トヨタ西東京カローラ、ネッツトヨタ多摩、ネッツトヨタ東都）で扱うようになった。

## 車名の由来
- 英語で、「タンク・水槽・貯蔵」を意味し、沢山ものが入る・積める空間を表現している。